# USS Holton (DE-703)
USS Holton (DE-703) là một tàu hộ tống khu trục lớp Buckley được Hải quân Hoa Kỳ chế tạo trong Chiến tranh Thế giới thứ hai. Tên nó được đặt theo Thiếu úy Hải quân Ralph Lee Holton (1918-1942), người đã phục vụ trên tàu khu trục Hammann (DD-412), từng được trao tặng Huân chương Chữ thập Hải quân do nỗ lực cứu vớt thủy thủ đoàn tàu sân bay Lexington (CV-2) trong Trận chiến biển Coral, và đã mất tích khi Hammann bị đắm trong trận Midway vào ngày 6 tháng 6, 1942. Nó đã phục vụ cho đến khi chiến tranh kết thúc, xuất biên chế năm 1946 và bị tháo dỡ năm 1974.

## Thiết kế và chế tạo
Những chiếc thuộc lớp tàu hộ tống khu trục Buckley có chiều dài chung 306 ft (93 m), mạn tàu rộng 37 ft 1 in (11,30 m) và độ sâu mớn nước khi đầy tải là 11 ft 3 in (3,43 m). Chúng có trọng lượng choán nước tiêu chuẩn 1.400 tấn Anh (1.400 t); và lên đến 1.740 tấn Anh (1.770 t) khi đầy tải. Hệ thống động lực bao gồm hai turbine hơi nước General Electric công suất 13.500 mã lực (10.100 kW), dẫn động hai máy phát điện công suất 9.200 kilôwatt (12.300 hp) để vận hành hai trục chân vịt;  công suất 12.000 hp (8.900 kW) cho phép đạt được tốc độ tối đa 23 kn (26 mph; 43 km/h), và có dự trữ hành trình 6.000 nmi (6.900 mi; 11.000 km) khi di chuyển ở vận tốc đường trường 12 kn (14 mph; 22 km/h).
Vũ khí trang bị bao gồm ba pháo 3 in (76 mm)/50 cal trên tháp pháo nòng đơn có thể đối hạm hoặc phòng không, một khẩu đội 1,1 inch/75 caliber bốn nòng và tám pháo phòng không Oerlikon 20 mm. Vũ khí chống ngầm bao gồm một dàn súng cối chống tàu ngầm Hedgehog Mk. 10 (có 24 nòng và mang theo 144 quả đạn); hai đường ray Mk. 9 và tám máy phóng K3 Mk. 6 để thả mìn sâu. Khác biệt đáng kể so với lớp Evarts dẫn trước là chúng có thêm ba ống phóng ngư lôi Mark 15 21 inch (533 mm). Thủy thủ đoàn đầy đủ bao gồm 186 sĩ quan và thủy thủ.
Holton được đặt lườn tại xưởng tàu của hãng Defoe Shipbuilding Company tại Bay City, Michigan vào ngày 28 tháng 9, 1943. Nó được hạ thủy vào ngày 15 tháng 12, 1943; được đỡ đầu bởi bà Edith Holton, mẹ Thiếu úy Holton, và nhập biên chế tại New Orleans, Louisiana vào ngày 1 tháng 5, 1944 dưới quyền chỉ huy của Hạm trưởng, Thiếu tá Hải quân John Buckner Boy.

## Lịch sử hoạt động
Sau khi hoàn tất việc chạy thử máy huấn luyện tại khu vực Bermuda và sửa chữa sau chạy thử máy, Holton khởi hành từ Norfolk, Virginia vào ngày 24 tháng 7, 1944 để hộ tống một đoàn tàu vận tải vượt Đại Tây Dương đi sang cảng Bizerte tại Bắc Phi; nó quay trở về Boston, Massachusetts vào ngày 9 tháng 9 mà không gặp sự cố gì. Trong chuyến đi hộ tống vận tải vượt Đại Tây Dương thứ hai từ ngày 2 tháng 10, nó gặp sự cố vào ngày 14 tháng 10, khi một tàu chở hàng gặp tai nạn va chạm với một tàu chở dầu đang vận chuyển xăng có chỉ số Octan cao, tại vị trí khoảng 400 mi (640 km) về phía Đông bờ biển châu Phi, khiến hỏa hoạn bùng phát. Sau khi cứu vớt những thủy thủ sống sót từ chiếc tàu chở hàng, nó tiếp cận chiếc tàu chở dầu để cứu hộ và chữa cháy. Cho dù bị hư hại do cọ xát chòng chành với con tàu kia, nó vẫn nổ lực gửi sang một đội cứu hộ và cung cấp sáu vòi chữa cháy để cứu chiếc tàu chở dầu và hàng hóa trong suốt đêm. Đến sáng vụ hỏa hoạn được dập tắt và các thủy thủ quay trở lại tàu của mình vào ngày hôm sau. Chiếc tàu khu trục và chiếc tàu chở dầu đến được Dakar, với hai phần ba số hàng hóa được cứu an toàn.
Nhận mệnh lệnh được điều động sang khu vực Mặt trận Thái Bình Dương, Holton khởi hành từ Norfolk vào ngày 25 tháng 12, băng qua  và đi đến đảo Manus thuộc quần đảo Admiralty vào ngày 5 tháng 2, 1945. Trong sáu tháng tiếp theo nó hoạt động hộ tống vận tải cùng Lực lượng Tiền phương biển Philippine tại khu vực Philippines. Sau khi Nhật Bản chấp nhận đầu hàng vào ngày 15 tháng 8 giúp kết thúc cuộc xung đột, nó hộ tống hai tàu hải quân đi sang vịnh Tokyo vào ngày 31 tháng 8. Sau khi hộ tống một đoàn tàu đi từ Okinawa đến Triều Tiên từ ngày 11 đến ngày 13 tháng 9, nó tiếp tục thực hiện hai chuyến đi tương tự đến khu vực bờ biển Trung Quốc.
Rời vào Okinawa ngày 8 tháng 11, Holton lên đường quay trở về Hoa Kỳ, đi ngang qua Trân Châu Cảng, San Diego và kênh đào Panama trước khi về đến Boston vào ngày 15 tháng 12. Con tàu chuyển đến Green Cove Springs, Florida vào ngày 20 tháng 1, 1946, và neo đậu tại đây cho đến khi được cho xuất biên chế vào ngày 31 tháng 5, 1946 và đưa về thành phần dự bị. Con tàu được kéo đến Orange, Texas vào tháng 1, 1947, và tiếp tục bị bỏ không cho đến khi bị rút tên khỏi danh sách Đăng bạ Hải quân vào ngày 1 tháng 11, 1972, và bị bán để tháo dỡ vào ngày 30 tháng 5, 1974.

## Phần thưởng[2]
|  |  |  |
|  |  |  |

| Huân chương Chiến dịch Hoa Kỳ                      | Huân chương Chiến dịch Hoa Kỳ        | Huân chương Chiến dịch Châu Á-Thái Bình Dương | Huân chương Chiến dịch Châu Á-Thái Bình Dương  |
| Huân chương Chiến dịch Châu Âu-Châu Phi-Trung Đông | Huân chương Chiến thắng Thế Chiến II | Huân chương Chiến thắng Thế Chiến II          | Huân chương Giải phóng Philippine (Philippine) |